# Новостройка (Томський район)
Новостро́йка (рос. Новостройка) — присілок у складі Томського району Томської області, Росія. Входить до складу Новорождественського сільського поселення.

## Населення
Населення — 17 осіб (2010; 36 у 2002).
Національний склад (станом на 2002 рік):
- росіяни — 94 %